# Echinopsis hystrichoides
Echinopsis hystrichoides  es una especie de plantas en la familia Cactaceae. Es endémica de Chuquisaca en Bolivia. Es una especie rara en la vida silvestre.

## Descripción
Echinopsis hystrichoides crece sobre todo solitaria. El tallo es esférico, aplanado  de color verde con un diámetro de  12 a 18 cm. Tiene 16 a 21 costillas, con crestas de hasta 1,8 cm de alto presentes, que son como agudas muescas donde se encuentran las blanquecinas areolas hundidas. De ellos surgen de 4 a 10 espinas centrales de color amarillo claro a marrón oscuro , rectas o curvas de 2,5 a 6 cm de largo y de 12 a 20 espinas radiales aciculares con una longitud de 1,4 a 4 centímetros. Las flores son amplias en forma de embudo, blancas y se abren por la noche. Miden hasta 19 centímetros de largo. Los verdes frutos alcanzan una longitud de hasta 4 centímetros y un diámetro de 3 centímetros.

## Taxonomía
Echinopsis hystrichoides fue descrita por Friedrich Ritter y publicado en Kakteen in Südamerika 2: 626. 1980.
Etimología
Ver: Echinopsis
hystrichoides epíteto de las palabras griegas: hystrix = "puerco espín" o "erizo" y -oides = "semejante donde  se refieren a los brotes espinosos que tiene la especie.